# Ternstroemia nabirensis
Ternstroemia nabirensis är en tvåhjärtbladig växtart som beskrevs av Kurata. Ternstroemia nabirensis ingår i släktet Ternstroemia och familjen Pentaphylacaceae. Inga underarter finns listade i Catalogue of Life.